# Jemenski rijal
Jemenski rijal, ISO 4217: YER je službeno sredstvo plaćanja u Jemenu, a dijeli se na 100 dirhama.
Jemenski rijal je uveden 1996. godine, kada je zamijenio sjevernojemenski rijal i južnojemenski dinar.
U optjecaju su kovanice od 1, 5, 10, 20 rijala, i novčanice od 50, 100, 200, 250, 500, 1000 rijala.